# T-72
 (avril 2012).
Si vous disposez d'ouvrages ou d'articles de référence ou si vous connaissez des sites web de qualité traitant du thème abordé ici, merci de compléter l'article en donnant les références utiles à sa vérifiabilité et en les liant à la section « Notes et références ».
Pour les articles homonymes, voir T72.
Le T-72 est un char un moyen conçu à l'origine comme une version simplifiée et plus fiable du T-64. Le T-72 équipera aussi massivement les armées du pacte de Varsovie.
Plus de vingt cinq mille T-72 sont sortis des diverses chaînes de fabrication de la Communauté des États indépendants, d'Europe centrale, du Moyen-Orient et de l'Inde.

## Historique
Le T-72 a pour origine une compétition lancée entre deux usines et deux équipes d'ingénieurs en vue de remplacer le T-62 : d'un côté l'usine Morozov KB de Kharkiv en Ukraine avec à sa tête Alexandre Morozov, et de l’autre UralvagonZavod KB de Nijni Taguil dans l'oblast de Sverdlovsk avec à sa tête Léonid Kartsev.
Les deux modèles et leur philosophie sont assez différentes.
À partir de 1960, du côté UralvagonZavod, Kartsev conçoit trois chars, objet 165, objet 166 et objet 167 très proches des modèles déjà en service et en production. En octobre 1961, les objet 165 et 166 sont acceptés en service sous les noms respectifs de T-62A et T-62, seul le T-62 sera produit.
Du côté de Morozov KB, un modèle au concept original est développé, l'objet 432. Les dimensions de la caisse sont réduites au minimum. L'équipage passe de 4 à 3 hommes, le chargeur est supprimé et remplacé par un système de chargement automatique. En décembre 1962, le Conseil des ministres de l'Union soviétique ordonne la production de ce modèle sous le nom de T-64, il entre en service en 1966. En 1967 entre en service l’objet 434, il prend le nom de T-64A, c’est un T-64 amélioré, avec notamment le remplacement du canon de 115 mm par un 125 mm.
Au même moment, Kartsev continue de travailler sur l'amélioration de l'objet 167. Mécontent du système de chargement automatique du T-64, il demande aux ingénieurs d'UVZ de développer un système de chargement automatique plus sécurisé, moins volumineux et n'interdisant pas l'accès au poste du pilote (contrairement au MZ du T-64). Ce prototype maintenant équipé de système de chargement automatique AZ va ensuite recevoir un nouveau moteur V-26, un canon de 125 mm D-81T, un blindage composite dans le glacis et un train de roulement amélioré. L'objet 167 devient alors l'objet 167M. Le 26 février 1964, le GKOT rejette le projet,.
Le 26 octobre 1967, à l'occasion du 50e anniversaire de la Révolution d'Octobre, le ministre de l'industrie de la défense Sergei Zverev est invité par Leonid Kartsev à visiter l'atelier expérimental d'UVZ pour y examiner un prototype de T-62 équipé d'un canon de 125 mm et d'un système de chargement automatique AZ. Le ministre Zverev est alors impressionné par la démonstration du système de chargement automatique AZ et est enthousiaste à l'idée de l'intégrer dans le T-64 en lieu et place du MZ. Cependant, il refuse la proposition de Kartsev concernant le remplacement du moteur 5TDF par un moteur suralimenté V-45 (dérivé du V-2) développé par l'Usine de tracteurs de Tcheliabinsk, cette demande sera finalement acceptée de lendemain de la visite du ministre. Il a ensuite été convenu que six chars T-64A devaient être envoyés à l'usine UVZ pour y être modifier,.

### De l'objet 172 au T-72 Ural

#### L'objet 172
Le 5 janvier 1968, sur ordre du ministère de l'Industrie de la Défense, UVZ commence officiellement la « modernisation » du T-64A. Le premier prototype, appelé Objet 172 est terminé à l'été 1968 et est destiné aux tests d'usine, un second est achevé en septembre de la même année. Les différence avec le T-64A sont les suivantes:
- réorganisation du compartiment de combat par le remplacement du système de chargement automatique MZ par le système AZ. [3]
- compartiment moteur retravaillé, remplacement du moteur 5TDF par le V-45K et du système de refroidissement avec celui du T-54[3].

Les essais d'usine et de terrain de l'Objet 172 seront effectués entre 1968 et 1970.

#### L'objet 172M
En août 1969, sous la direction de V.N. Venediktov, la décision est prise de remplacer le train de roulement de l'Objet 172 (qui utilise alors le même train de roulement que le T-64) par celui de l'objet 167. Celui ci possède entre autres des galets de roulement d'un diamètre plus important (750 mm) et des chenilles plus larges et plus durables. Le char reçoit alors la désignation objet 172M. Le char reçoit également un moteur V-46 de 780ch et un nouveau système de filtration de l'air. L'objet 172M atteint alors les 41 tonnes, compensées par le moteur plus puissant et une capacité d'emport de carburant plus importante.
Les essaies d'usine de l'objet 172M se déroulent de novembre 1970 à avril 1971, le 6 mai de la même année, le char est présenté au ministre de la défense Andreï Gretchko et au ministre de l'Industrie de la défense Sergei Zverev. Un lot de 15 chars est produit à l'été 1971, ces chars, aux côtés de T-64A et de T-80, participeront pendant plusieurs mois à une vaste campagne de tests. Un bataillon composé de trois compagnies avec des pelotons de chars a été formé. Chaque compagnie était constituée de chars du même type (Object 172M ou T-64A ou T-80). L'itinéraire de ces test est le suivant:
- Départ de Dnipro en traversant l'Ukraine jusqu'à la ville de Sloutsk en Biélorussie pour ensuite retourner à Dnipro, ils traversent ensuite le Donbass et le Caucase jusqu'à Bakou. Les chars sont ensuite transportés par ferry jusqu'à Krasnovodsk, ils traversent le Désert du Karakoum et la chaîne de montagnes Kopet-Dag. Ces tests se terminent à 60 km de Achgabat, dans un champ de tir. Au cour de la marche, plusieurs essais de tir réels ont lieu dans différents champs de tir, des exercices au niveau peloton et compagnie comprenant du tir et des manœuvres ont eu lieu sur plusieurs terrains d'essais[3].

À la fin des tests, un rapport intitulé « Rapport sur les résultats des essais militaires de 15 chars 172M, fabriqués par Uralvagonzavod en 1972 » est présenté, les remarques à la fin du rapport sont les suivantes:
- Les chars ont passé les tests avec succès, mais la durée de vie des chenilles de 4 500 à 5 000 km est insuffisante et ne répond pas à l'exigence de capacité de déplacement des chars sur une distance de 6 500 à 7 000 km sans remplacement des chenilles.
- Le char 172M (période de garantie - 3 000 km) et le moteur V-46 ont fonctionné de manière fiable. Au cours d'essais complémentaires jusqu'à 10 000 - 11 000 km, la plupart des unités et des assemblages, y compris le moteur V-46, ont fonctionné de manière fiable, mais un certain nombre d'unités et d'assemblages majeurs ont montré une durée de vie et une fiabilité insuffisantes
- Il est recommandé d'adopter ce char dans les forces armées et de le produire en série, à condition que les lacunes identifiées soient éliminées et que leur élimination soit vérifiée avant la production en série. La portée et les délais des améliorations et des inspections doivent être convenus entre le ministère de la défense et le ministère de l'industrie de la défense[3].

#### Entrée en service du T-72 Ural
Conformément à la décision no 554-172 du Comité central du Parti communiste de l'Union soviétique et du Conseil des ministres de l'URSS datée du 7 août 1973, l'objet 172M est accepté en service sous le nom T-72 Ural. L'ordre officielle du Ministre de la défense est publiée le 13 août 1973,,.
La production en masse du T-72 Ural commence en 1974 à Nijni Taguil sans que celle des T-64 ne soit interrompue à Kharkiv (Ukraine), traduisant en cela le compromis politique trouvé entre l'armée, satisfaite de mettre en service un char d'un coût raisonnable et donc appelé à être largement diffusé, et la direction principale de l'arme blindée, soucieuse de ne pas perdre la face. Alors que le T-64 n'est jamais exporté, le T-72 équipe l'armée soviétique et toutes les armées du pacte de Varsovie et sa fabrication sous licence est accordée à presque tous les pays d'Europe centrale et à quelques pays non alignés tels que l'Inde.

## Spécifications techniques

### Armement/Canon

#### 2A26M2
Les prototypes Objet 172 et Objet 172M ainsi que le premier modèle de T-72 produits en grande série et le T-72 Ural étaient armés d'un canon à âme lisse de calibre 125 mm appelé 2A26M2 (appellation d'usine D-81TM). Il est dérivé du canon 2A26 armant le T-64A.
Le tube du canon du 2A26M2 a une longueur de 48 calibres (6 000 mm). Il comporte un extracteur de fumée concentrique aux 3/5 de sa longueur, mais ne dispose pas de manchon anti-arcure. Sa pression maximale admissible en chambre est de 400 MPa. La durée de vie du tube est de l’ordre de 600 coups à obus explosif ou à charge creuse.
Le remplacement du canon était une opération chronophage, car il était nécessaire de détoureller le T-72 à l'aide d'une grue afin de pivoter la tourelle et d'extraire le canon de son berceau, par le dessous.
Le lien élastique comprenant un frein de tir comportait deux pistons accumulateurs disposés de manière asymétrique par rapport à l’axe du tube, comme précédemment sur le canon de calibre 115 mm 2A20 Molot du T-62. Cet agencement avait tendance, lors du tir, à générer des oscillations durant le mouvement de la culasse vers l'arrière. Ceci entraînait une dispersion importante des tirs et donc un manque de précision.

#### 2A46-1
Afin de rectifier les problèmes du canon 2A26, l'usine d'artillerie no 9 développa en 1970 une version améliorée appelée 2A46. Elle se démarque de son prédécesseur par un nouveau tube, résistant mieux à l'usure, lui donnant une durée de vie de 900 à 1000 coups en employant des obus explosifs ou à charge creuse et de 200 à 250 coups avec des obus-flèches.
Afin de garantir un effort de recul constant (dans le but de réduire la dispersion des tirs), les pistons accumulateurs du lien élastique possèdent un nouveau fluide de freinage, moins sensible aux variations de température et ne nécessitant plus de gaz pour contrer l'échauffement rapide du fluide de freinage. Le tube du 2A46 est recouvert d'un manchon anti-arcure à partir de 1975.
Le T-72 Ural-1 (1975) est le premier modèle de T-72 armé de ce canon 2A46-1.

#### 2A46M
De conception entièrement nouvelle, le 2A46M possède un nouveau bloc de culasse intégrant un lien élastique repensé, monté cette fois de manière symétrique. Le tube du canon, plus rigide, est désormais réalisé par autofrettage, son démontage est possible, sans avoir à détoureller le T-72. L'évacuateur de fumée est remplacé par un modèle plus robuste, mieux adapté à la pression générée lors du tir d'obus-flèches. Sa pression maximale admissible en chambre passe à 500 Mpa.
Le 2A46M commence à être monté sur les T-72A à partir de 1981.

#### 2A46M-5
Les T-72B3 sont armés du canon 2A46M-5 (appellation d'usine D-81TM-5), aussi équipé sur certains T-90A et sur le T-90M. Les oscillations du tube sont réduites grâce à une sensible augmentation de l'épaisseur des parois, permettant un gain de rigidité de l'ordre de 10% par rapport à celui du 2A46M. De plus, il est chromé afin de limiter son usure. Sa pression maximale admissible en chambre est de 608 Mpa.

#### Chargement automatique

Le chargement automatique (4) se situe en dessous du tireur (3), du chef de char (2) et derrière le conducteur (1). Les charges de propulsives sont en orange et les projectiles en jaune.

Le T-72 est équipé du système de chargement automatique électromécanique AZ (A3 - автомат заряжания). Le fond de panier de la tourelle abrite un carrousel d'une contenance de 22 munitions. Chaque munition de calibre 125 mm est stockée en deux fardeaux (projectile et charge propulsive) dans une cassette amovible.
Le T-72B dispose d'une version améliorée du carrousel, capable de tourner dans le sens horaire ou antihoraire. Afin de pouvoir utiliser des missiles antichars, ses cassettes sont modifiées avec des loquets afin d'empêcher que les ailettes du missile ne se déploient lors de leur chargement.

### Blindage

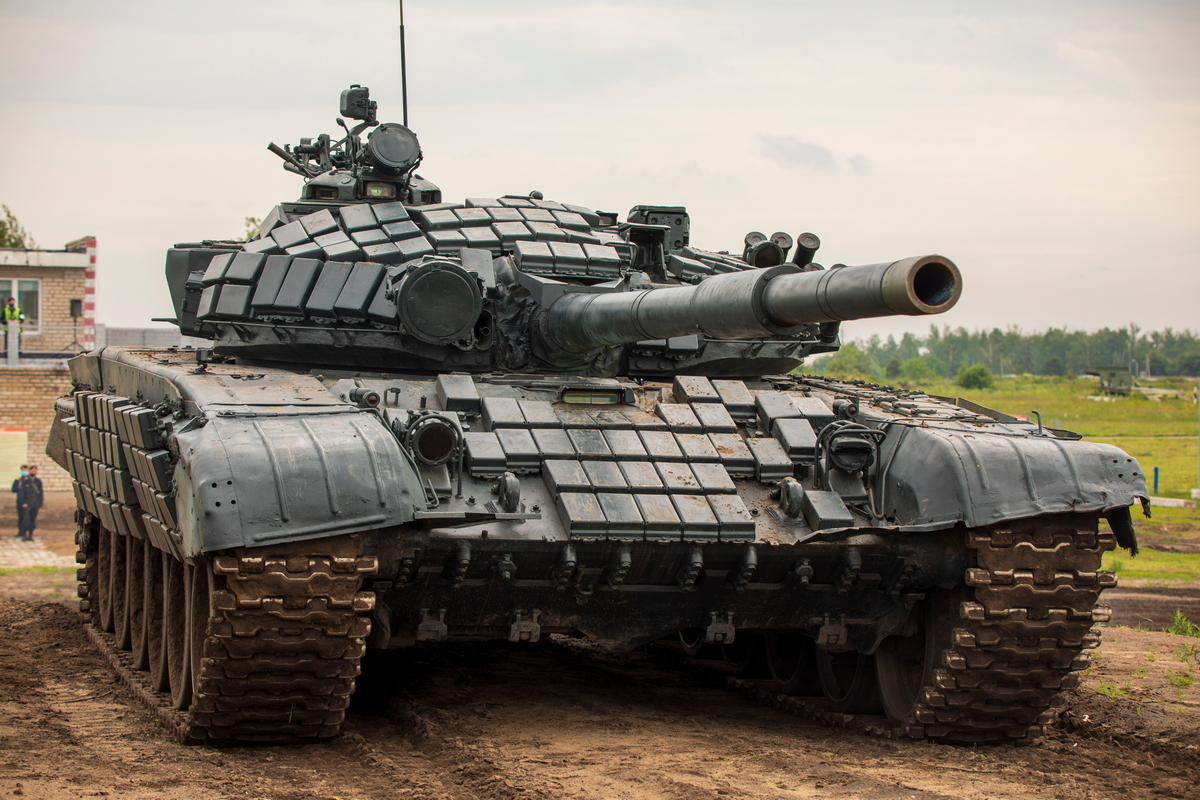
Un T-72B1 russe le 2 juin 2020.

#### Tourelle
La tourelle du T-72 Ural est faite en acier moulé et présente une épaisseur maximale de 430 mm.
En 1977, le T-72 Ural reçoit une nouvelle tourelle, l'avant de celle-ci, toujours en acier massif, est épaissi afin d'accueillir deux cavités d'une épaisseur de 115 mm. Ces dernières sont remplies d'un composé à base de sable et de quartz, efficace contre les charges creuses. Cette configuration de blindage, dénommée sand bar est également partagée avec la tourelle du T-80B. La même configuration du blindage de tourelle sera utilisée sur le T-72A mis en service en 1979.
La tourelle du T-72B, également en acier moulé est plus épaisse. L'axe frontal de la tourelle enferme deux poches dans lesquelles sont fixés une vingtaine de sandwichs acier/caoutchouc/acier inclinés suivant un angle de 55° par rapport au tir frontal. Cette succession de sandwichs fonctionnait suivant l'effet Plaques Accélérées par Choc (PAC).

#### Caisse
Le glacis du T-72 Ural présentant une inclinaison de 68°, est formé des deux couches d'acier (80 et 20 mm d'épaisseur) entre lesquelles se trouvent deux couches de plastique renforcé de fibres (2 x 53 mm) appelé textolite. À partir de 1976, la configuration des couches demeure identique mais l'épaisseur de la plaque d'acier formant la partie externe du glacis est réduite à 60 mm tandis que la plaque interne, servant de support aux couches de fibres de verre voit son épaisseur passer à 50 mm.
Le T-72A présente la même configuration de blindage du glacis que le T-72 Ural à reçu en 1976 (60/105/50). À partir de 1983, une plaque de surblindage en acier haute dureté d'une épaisseur de 16 mm est soudée sur le glacis dans le cadre du programme Reflection-2 lancé en urgence après avoir découvert en 1982 que le glacis du T-72A était vulnérable à l'obus flèche israélien de 105 mm M111 Hetz.
Dans le cadre du programme Reflection-1 visant à revaloriser le blindage du glacis pour contrer la menace représentée par les nouveaux obus flèche de 105 mm, les T-72A produits à partir de 1983 reçurent un nouveau blindage composite. L'épaisseur de ce dernier demeure identique à celui du T-72A. Mais les deux couches superposées de fibres de verre renforcées sont remplacées par trois plaques d'acier de 15 mm d'épaisseur séparées par des lames d'air.
Le glacis du T-72B est un développement ultérieur du programme Reflection-1 ayant pour objectif de fournir une protection face aux obus flèche de 120 mm. L'espace entre la couche d'acier externe et interne est désormais occupé par quatre plaques d'acier haute dureté (deux de 10 mm d'épaisseur et deux de 20 mm). Le glacis et les flancs du T-72B sont recouverts de briques de blindage réactif explosif Kontakt-1. Les T-72B produits à partir de 1987/8 reçoivent une nouvelle configuration de blindage de glacis comprenant le blindage réactif explosif Kontakt-5, il est toujours formé de deux plaques d'acier (60 et 50 mm) entre lesquelles se trouvent deux couches de 8 mm de NERA séparée par une lame d'air de 19 mm, une plaque de 60 mm d'acier BTK-1 suivie d'une couche anti-radiations de 10 mm d'épaisseur (matériaux plastiques inconnus).

### Mobilité

#### Motorisations

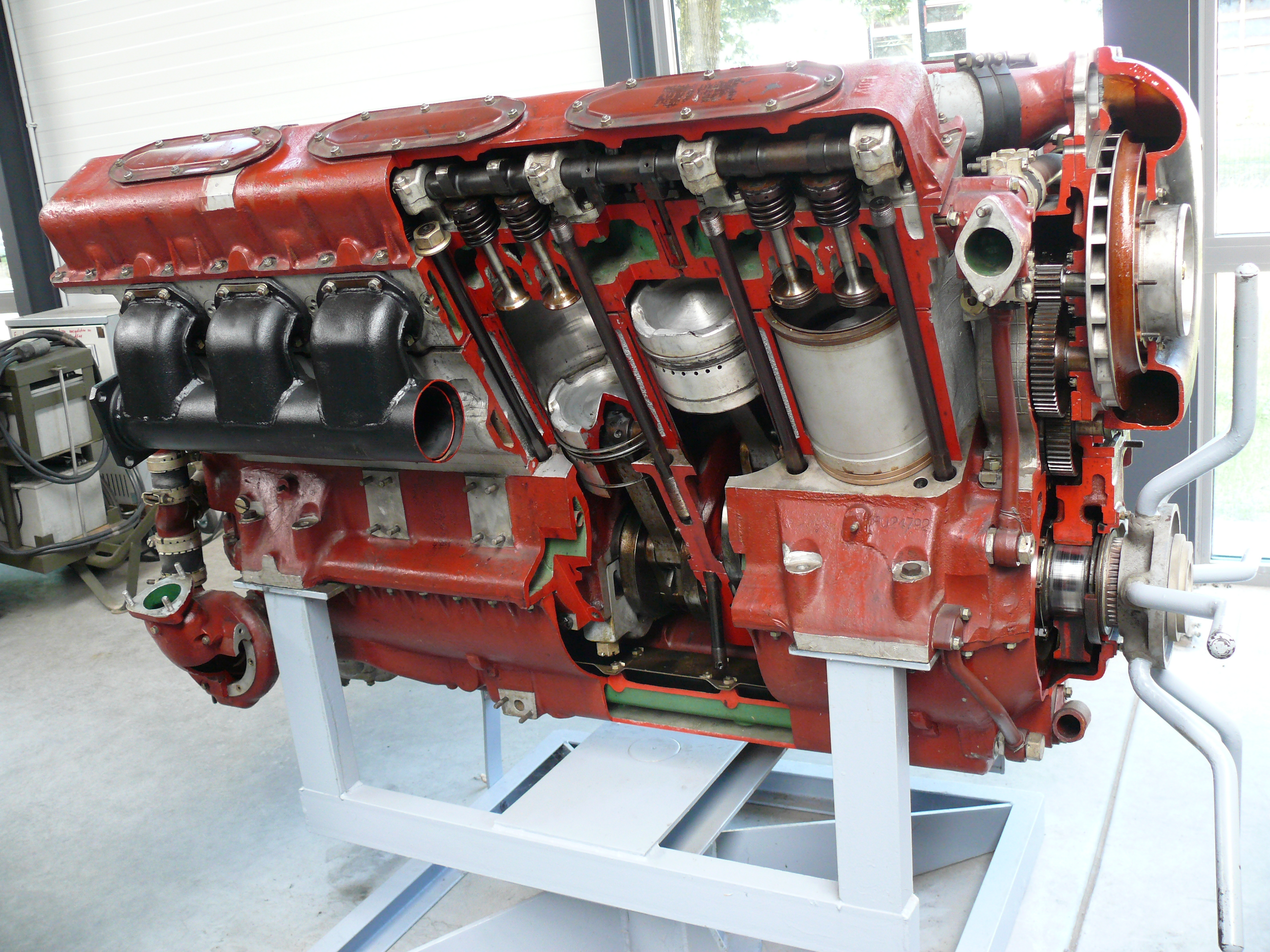
Le moteur Tcheliabinsk V-46-6 présent sur le T-72A, le T-72M et T-72M1.

Le T-72 Ural possède un moteur diesel suralimenté CTZ V-46-4 comportant 12 cylindres disposés en V pour une cylindrée de 38,8 l.
Il développe une puissance nominale de 780 chevaux à un régime de 2 000 tr/min pour un couple maximal de 3 090 Nm atteint à 1 400 tr/min. Il s'agit d'un moteur diesel à injection directe, la suralimentation est mécanique, le compresseur centrifuge étant entraîné par le moteur. Sa consommation spécifique de carburant est de 245 g/kWh.
Il a la particularité d'être monté transversalement dans le compartiment moteur afin de réduire la longueur du châssis.
Le T-72A reprend une version améliorée appelée V-46-6, son mode de fonctionnement et ses performances sont identiques au V-46-4 mais l'agencement de son système de lubrification ainsi que de son circuit de refroidissement sont différents.
Le T-72B étant plus lourd, possède un moteur V-84-1, plus puissant, développant 840 chevaux à 2 000 tr/min. Ce gain de puissance est obtenu grâce à une suralimentation à impulsions ; le compresseur centrifuge est toujours entraîné mécaniquement par le vilebrequin mais reçoit également la pression nécessaire des gaz d’échappement. Son couple maximal de 3 332 Nm atteint à 1 400 tr/min pour une consommation spécifique de carburant de 247 g/kWh.

#### Boîte de mécanismes
Le T-72 reprend les deux boîtes de vitesses latérales utilisées sur le T-64. Elles assurent l'entraînement des chenilles et la direction du char. Chacune des boîtes de vitesses comporte sept vitesses en marche avant et une en marche arrière, le passage des rapports s'effectue manuellement à l'aide d'un embrayage et d'un levier de vitesses. Deux leviers assurent la direction du char.

#### Train de roulement

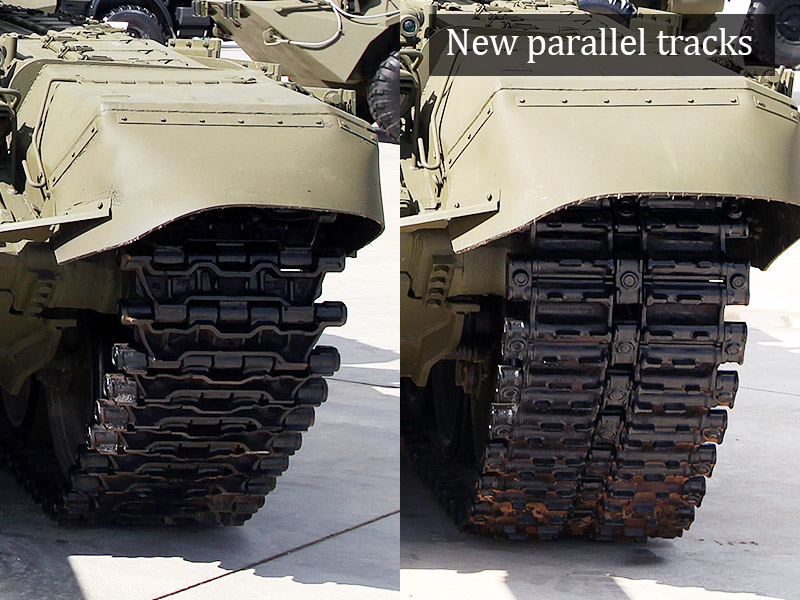
Les deux modèles de chenilles utilisés par les T-72 : à gauche les chenilles à axe secs RMSh, à droite les chenilles à connecteurs UMSh développées initialement pour le T-80.

La suspension, reprise de l'Objet 167, concurrent délaissé du T-64, comporte six galets de roulement en aluminium moulés sous pression d'un diamètre de 750 mm et trois rouleaux porteurs, un barbotin à l'arrière et une poulie tendeuse à l'avant. Le débattement vertical des bras de suspension varie selon la barre de torsion, il est compris entre 358 mm à 370 mm. Les premier, deuxième et sixième galets de roulement comportent chacun un amortisseur rotatif hydraulique.

## Versions et variantes

### T-72Ural

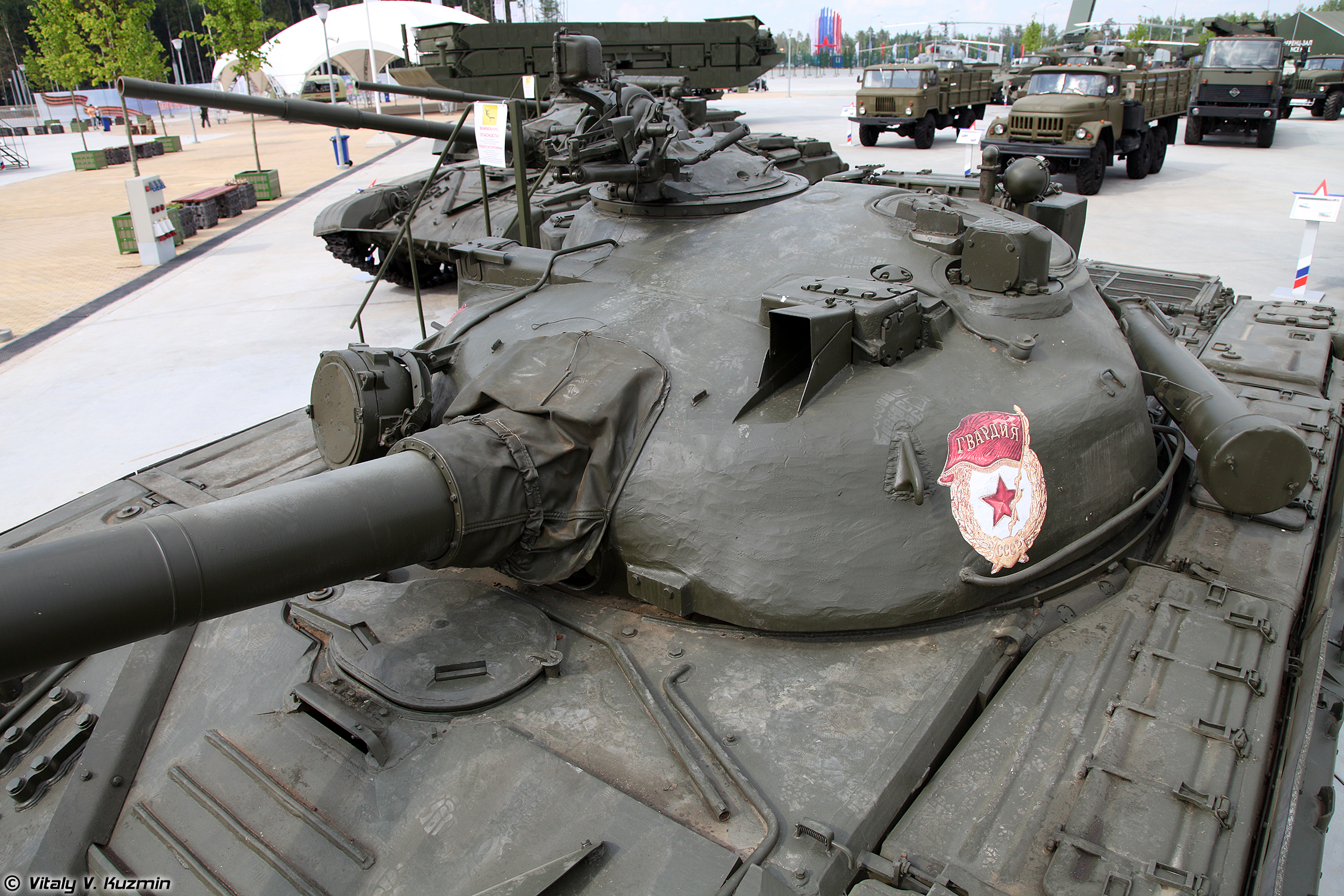
Le modèle originel du T-72, le T-72 Ural est reconnaissable par le prolongement de son télémètre optique sur le flanc droit du toit de sa tourelle ainsi que l'absence de lance-pots fumigènes.

- Objet 172 : prototype, moteur V-45.
- T-72 Ural (Objet 172M) : modèle originel du T-72 produit en grande série à partir du mois d'août 1973, il possède un télémètre optique à coïncidence TPD-2-49. Il possède les jupes de train de roulement relevables du T-64. Son phare infrarouge était positionné à gauche du canon (comme sur le T-64) jusqu'en 1974 où il fut repositionné à droite du canon pour une question de sécurité au niveau de la tête du conducteur..
- T-72K : char de commandement basé sur le T-72 Ural, deux variantes :
  - pour les compagnies avec deux radios R-123M ou R-173
  - pour les bataillons et les régiments avec une R-123M ou R-173 et une R-130M avec une antenne télescopique de 10 m.
- T-72 Ural-1 (1975-1978) (Objet 172M1) : version améliorée du Ural produite à partir de 1975, les jupes relevables héritées du T-64 sont remplacées par des jupes en caoutchouc plus conventionnelles, couvrant le train de roulement. Un télémètre laser TPD-K1 remplace le télémètre optique un manchon anti-arcure est installé sur le tube du canon 2A26M-2 de calibre 125 mm.

### T-72A

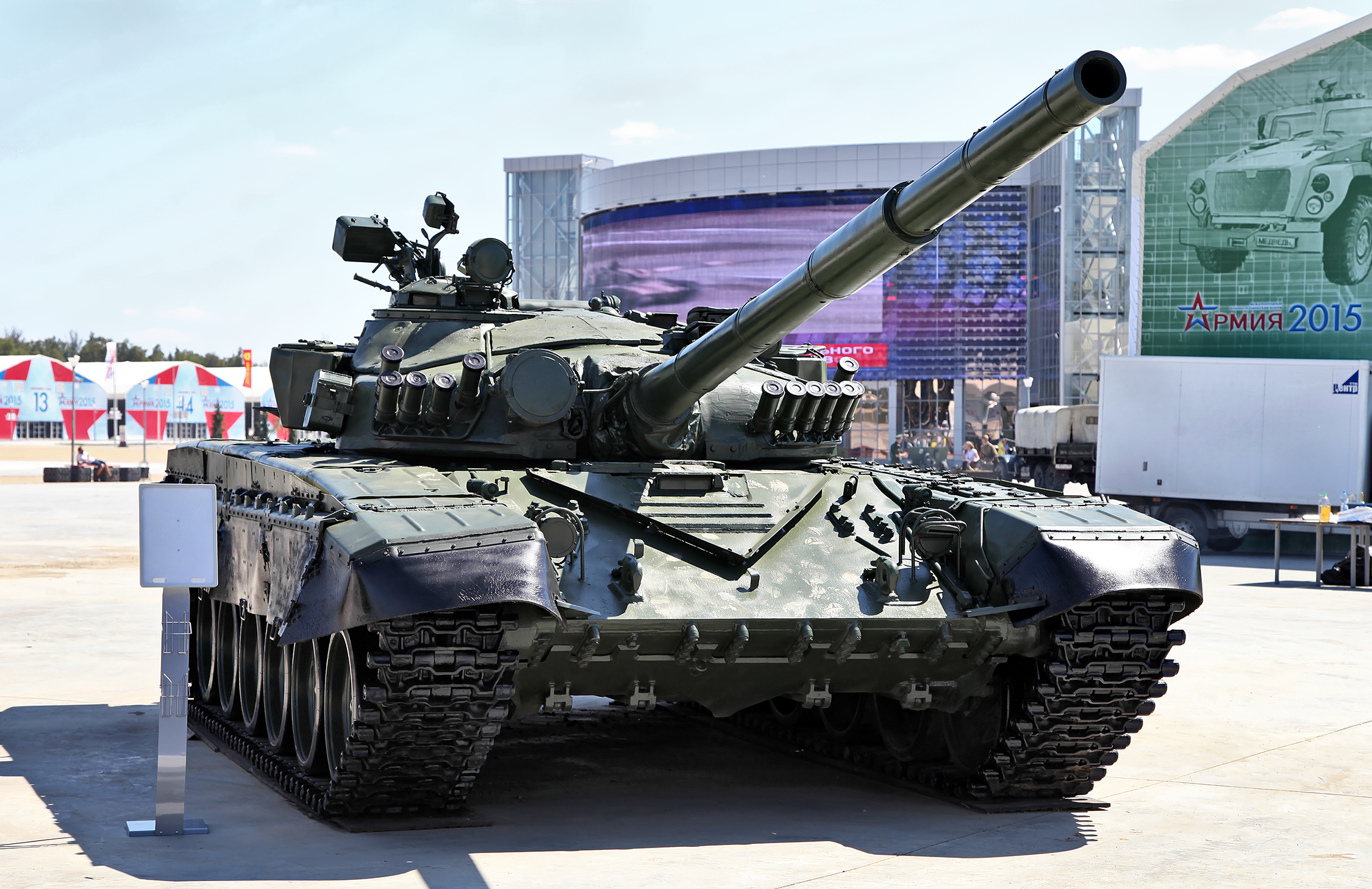
Un T-72A à Patriot Park, en Russie.

- T-72A  (Objet 172M-1) : modèle produit de 1979 à 1983, tourelle moulée plus épaisse comprenant un matériau composite « Kvartz », blindage du glacis refait, canon 2A46, télémètre laser TPD-K1 de série, lance-pots fumigènes 902A « Tucha » montés sur l'avant de la tourelle. Le canon 2A46 est remplacé par le 2A46M à partir de 1981. Le char reçoit la tourelle 172.10.073sb (nouvelle tourelle abec revêtement antiradiations) à partir de 1982.
- T-72AK : char de commandement basé sur le T-72A. Il se distingue du T-72A de série par du matériel de communication supplémentaire complété par deux antennes.
- T-72A (Objet 184) : T-72A équipé de la tourelle 172.10.077SB intégrant une succession de plaques accélérées par choc, glacis renforcé. Conduite de tir 1A40. Il possède également un revêtement antiradiations. Un coffre de rangement supplémentaire est installé sur l'arrière gauche de la tourelle précédemment occupé par une section du tube du schnorkel qui est déplacée sur le coffre arrière. Certains sont équipés d’un viseur nuit 1K13-49 permettant le tir de missiles guidés antichars tirés par canon, d’un nouveau stabilisateur 2E42-2 et et d’un moteur V-84 de 840ch.
- T-72AV : Modification des T-72A déjà en service par l’ajout de briques de surblindage réactif explosif Kontakt-1 à partir de 1985.

### T-72B

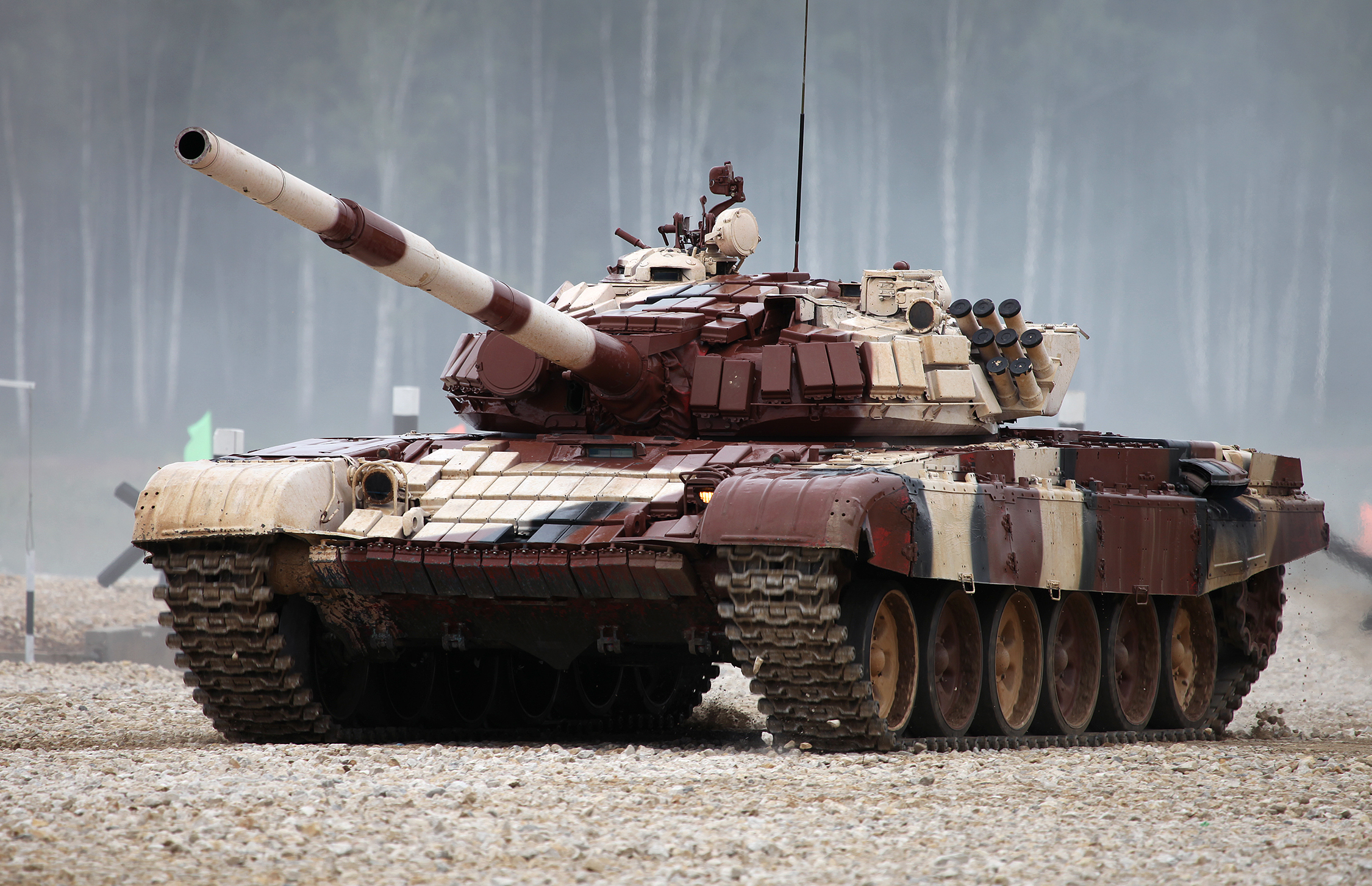
Un T-72B recouvert d'un blindage réactif explosif Kontakt-1.

- T-72B (Objet 184) : nouveau modèle fabriqué à partir de 1985 avec une nouvelle tourelle 172.10.100SB, moteur V-84-1, canon 2A46M, système de stabilisation du canon 2E42-2, capacité de tir du missile tiré par canon 9K119 « Svir » grâce au viseur nuit 1K13-49. Carousel modifié pour accueillir le GLATGM. À partir de 1988/89, les T-72B sont produits avec le blindage réactif explosif Kontakt-5. À partir de 1991, les T-72B reçoivent une sonde aérologique DVE-BS.
- T-72BK : char de commandement basé sur le T-72B.
- T-72B1 (Objet 184-1) : version simplifiée du T-72B, il ne possède pas la capacité à tirer un missile depuis son canon. Son système de chargement automatique conserve le carrousel du T-72 Ural. Le T-72B1 est produit à partir de 1985. À partir de 1988/89, les T-72B1 sont produits avec le blindage réactif explosif Kontakt-5.
- T-72B1K : char de commandement basé sur le T-72B1.
- T-72BA (Objet 184A) : T-72B revalorisé à la fin des années 1990, possédant initialement le blindage réactif explosif Kontakt-1 remplacé ensuite par du Kontakt-5. Possède la version du moteur V-84 ; le V-84MS..
- T-72B3 : T-72B rénové à partir de 2011, il est recouvert de blindage réactif explosif Kontakt-5, il possède un viseur jour/nuit stabilisé SOSNA-U intégrant entre autres une caméra thermique Thales Catherine FC. Il est équipé d'une sonde aérologique DVE-BS. À partir de 2012, les T-72B3 reçoivent une tuile de blindage réactif supplémentaire à droite du canon de 125 mm.Un T-72B3M lors d'un exercice en juin 2018.

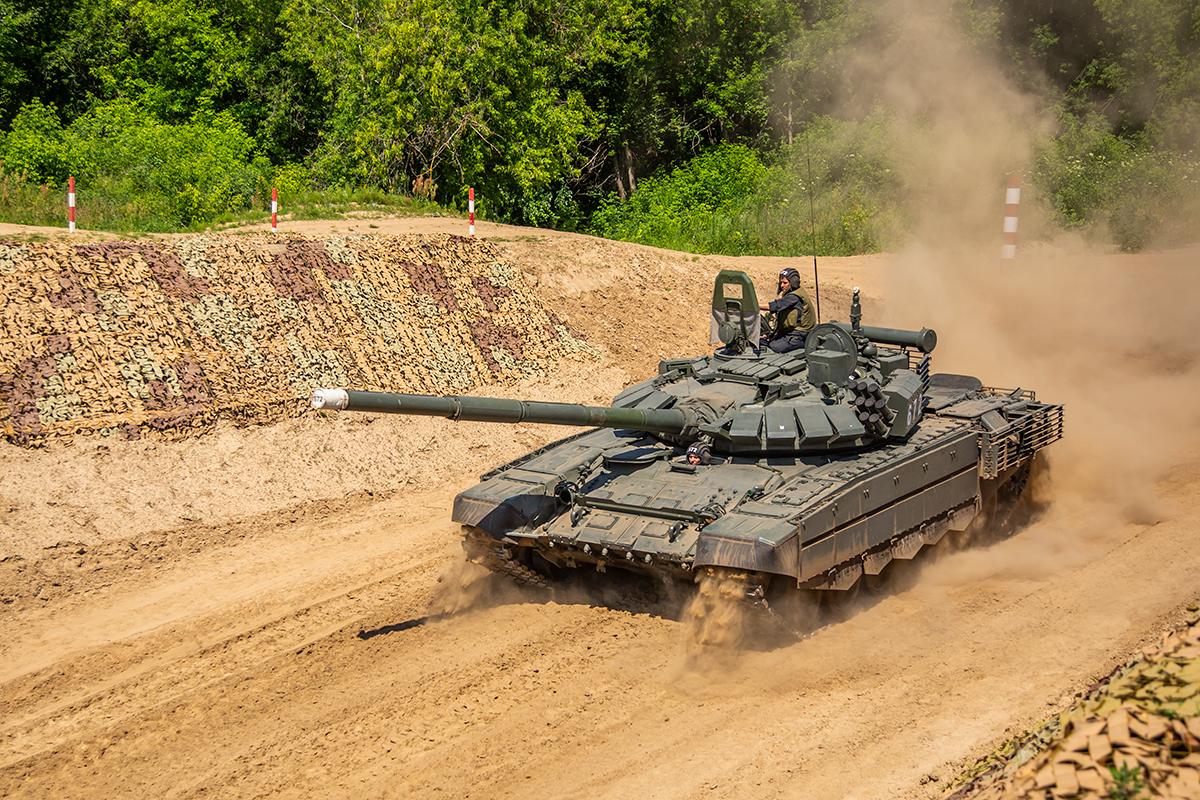
Un T-72B3M lors d'un exercice en juin 2018.

- T-72B3M : Entrée en service en 2016, T-72B3 équipé de pré-blindages latéraux intégrant le blindage réactif explosif Relikt et du moteur V-92S2F de 1 130 ch. Il est armé de la dernière version du canon 2A46, le 2A46M-5 et possède également le système de stabilisation 2E42-4. Le conducteur dispose d'une caméra de recul. L'imageur thermique Catherine-FC utilisé dans le viseur Sosna-U est remplacé à partir de 2017/18 par l'imageur russe TPK-K. Dès 2022, les T-72B3M sont modifiés à la suite du retour d'expériences de l'invasion russe de l'Ukraine, les garde-boues au-dessus des poulies de tension intègrent du blindage réactif explosif Relikt. Deux briques de blindage réactif explosif Kontakt-1 sont accolées au masque du canon de 125 mm. Des briques sont également montées devant le tourelleau du chef de char. Le carénage et les volets blindés recouvrant le viseur SOSNA-U ont été revus. À partir de janvier 2025 le Kontakt-5 présent sur le glacis est remplacé par du Relikt.

## Modèles proposés sur les marchés étrangers

### T-72 Ural
- T-72 (Objet 172M-E) : première variante exportée à partir de 1976 dans les pays du Pacte de Varsovie et produite sous licence en Pologne et Tchécoslovaquie à partir de 1982. Il utilise le système de protection NBC PRKhP et FTP-100M.
- T-72 (Objet 172M-E1) : variante exportée à partir de 1978 dans les pays du tiers-monde et ensuite fabriquée sous licence. Il utilise un système de filtration simplifié, fonctionnant à l'aide d'un turbo-séparateur.
- T-72M (Objet 172M-E2) : Commercialisé en 1978. Il utilise le viseur jour TPD-K1. Il possède un nouveau système de freinage pneumatique, son canon 2A46 est dépourvu de manchon anti-arcure et sa dotation en munitions ne comporte que 39 obus de calibre 125 mm.
- T-72M (Objet 172M-1-E3) : Objet 172M-E2 amélioré commercialisé en 1980, il possède un manchon anti-arcure, un nouveau viseur TNP-1-49-23 pour le tir de nuit, des jupes latérales en caoutchouc et douze lance-pots fumigènes 902A Tucha montés à l'avant de la tourelle. Il embarque désormais un total de 44 obus de calibre 125 mm[17].
- T-72M (Objet 172M-1-E4) : Objet 172M-E3 commercialisé en 1982 pour être vendu dans les pays du tiers-monde. Il se différencie du 172M-1-E3 par son système de filtration simplifié, fonctionnant à l'aide d'un turbo-séparateur..

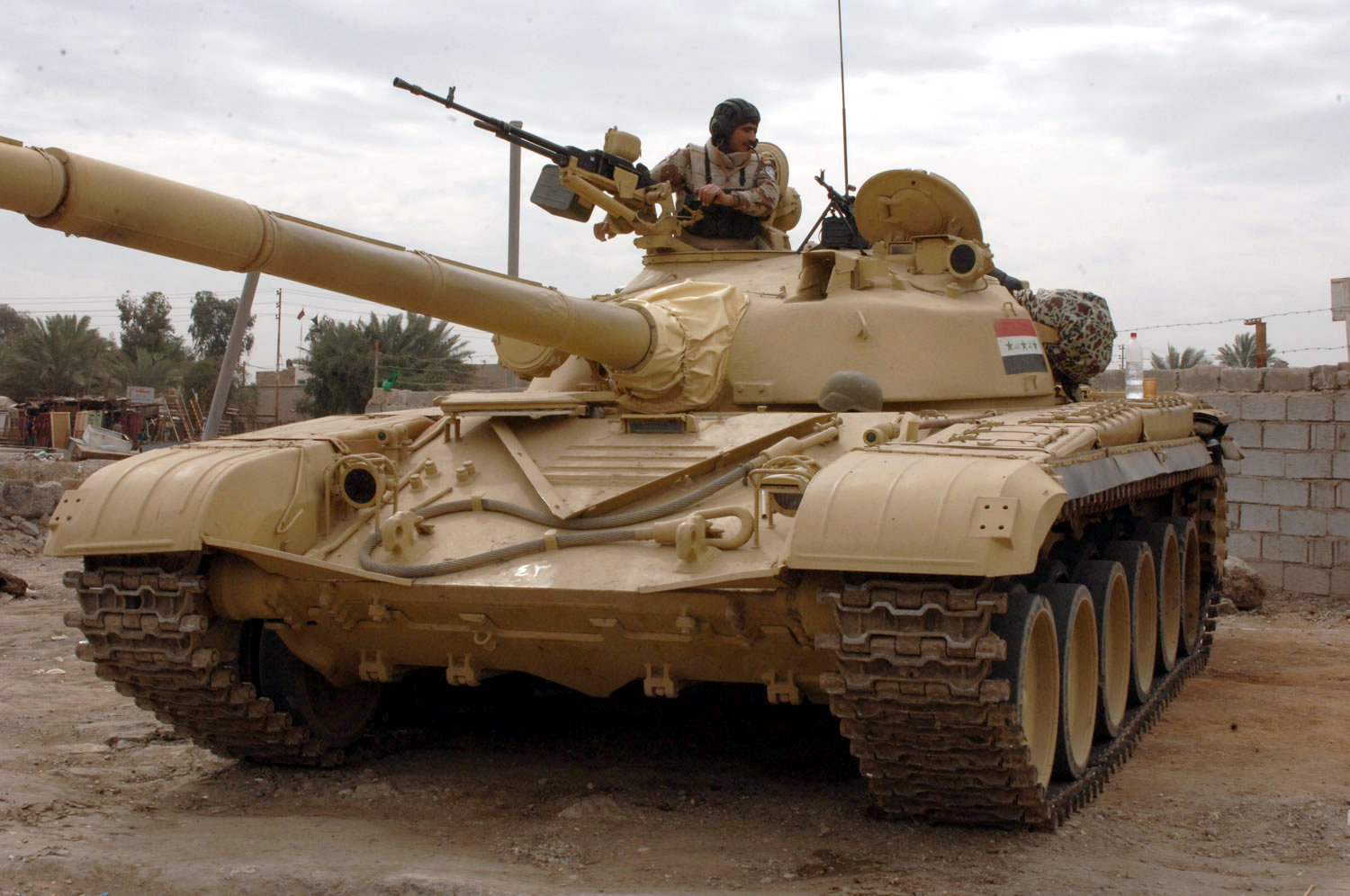
Un T-72M de la nouvelle armée irakienne en 2006. 77 de ces engins ont été donnés par la Hongrie après remise en état de fonctionnement en 2005.

### T-72A
- T-72M1 (Objet 172M-1-E5) : variante exportée à partir de 1983 dans les pays du pacte de Varsovie et produit sous licence en Pologne et Tchécoslovaquie à partir de 1986. Le T-72M1 possède la tourelle moulée 172.10.073SB du T-72A, le même blindage de caisse, de nouveaux amortisseurs, le volet du conducteur est amélioré et le glacis est renforcé par une plaque d'acier haute dureté de 16 mm.
- T-72M1 (Objet 172M-1-E6) : T-72M1 fabriqué pour être vendu dans les pays du tiers-monde. Il utilise un système de filtration simplifié, fonctionnant à l'aide d'un turbo-séparateur.

### T-72B
- T-72S :  version amélioré du T-72M1 avec des composants du T-72B, le nombre de briques réactives Kontakt-1 est réduit à 155.

## Dérivés
- MTU-72 : char poseur de pont.
- BREM-1: véhicule de dépannage dérivé du T-72B, avec une grue de 12 tonnes et un treuil capable de tracter 100 t.
- IMR-2: véhicule de combat du génie, avec une grue et une lame de bulldozer.
- TOS-1 : lance-roquettes multiples, 24 tubes de 220 mm à projectiles thermobariques.
- TZM-T : véhicule de rechargement du précédent.
- BMO-T : transport de troupes armé de lance-roquettes thermobariques RPO-A Chmel.
- BMR-3 : char de déminage.
- BMPT Terminator : véhicule d'escorte armé de canons mitrailleurs de calibre 30 mm 2A42, de missiles antichars Ataka et de deux lance-grenades automatiques de calibre 30 mm AGS-17D.
- 2S19 Msta-S : obusier automoteur armé d'un canon 2A65 de calibre 152 mm.

## Variantes locales

### Irak
- Asad Babil (Lion de Babylone) : T-72M1 assemblé localement en 1989 à l'aide de la firme polonaise Bumar-Labedy, baptisé « Asad Babil » (Lion de Babylone). Ces T-72M1 avaient été achetés en nécessaire en pièces détachées. Selon les Polonais, aucun Asad Babil n'a été assemblé. De plus, l'usine de Taji, devant être modernisée afin de pouvoir assembler les futurs Asad Babil a été détruite en 1991.
- Saddam : modifications apportées sur le terrain aux T-72M et T-72M1 par l'armée irakienne, elles se résument à l'ajout d'un brouilleur électro-optique chinois au xénon (pour leurrer les missiles antichars) et le retrait de certains amortisseurs (jugés vulnérables à l'ensablement).

### Pologne
- Goryl : prototype avec une tourelle aux formes anguleuses.
- Wilk : premier projet de modernisation en 1986, abandonné au profit du Twardy.
- PT-91 Twardy : revalorisation polonaise développée à partir du T72-M1, blindage réactif explosif ERAWA-1, détecteurs d'alerte laser, conduite de tir numérique, moteur de 850 ch.
- PT-91A Twardy : prototype en 1997 avec une nouvelle conduite de tir SAGEM SAVAN-15.
- PT-91Z Twardy (PT-91M, T-72M1Z) : version destinée à l'exportation avec une conduite de tir SAGEM SAVAN-15 et un bloc d'alimentation SESM ESM350-M de 1000cv. 48 vendus à la Malaisie.
- PT-91-120 : version armée d'un canon Rh-120 allemand de 120 mm.
- PMC-90 : pont de 20 m sur châssis de PT-91.
- WZT-3 : véhicule de dépannage, dérivé du T72-M1, avec une grue de 15 tonnes et deux treuils.
- WZT-3M : véhicule de dépannage amélioré, intégrant des éléments du PT-91.
- MID : « Maszyna Inżynieryjno-Drogowa » véhicule de combat du génie permettant la construction de routes sous le feu adverse.
- SJ-09 : version d'entraînement des conducteurs, avec une cabine vitrée où prennent place l'instructeur, un deuxième pilote et un canon factice.
- Jaguar : simulateur statique de conduite.
- Beskid : simulateur statique de conduite.
- BLP-72 : char poseur de pont.

### Roumanie
- TR-125 : version roumaine, train de roulement rallongé à sept galets, moteur de 880 chevaux, masse de 48 tonnes.

### Slovaquie
- T72M2 Moderna : revalorisation slovaque du T72M2 en rajoutant des briques de surblindage réactif explosif DYNAS ainsi qu'un canon mitrailleur de calibre 30 mm.

### Ukraine
- T-72AM Banan : revalorisation du T-72A proposée en 1992 avec un moteur 6TD-1 ou 6TD-2 et un plus grand nombre de briques réactives Kontakt-1.
- BMT-72 : prototype de véhicule de combat d'infanterie lourd conçu par le bureau de conception de Morozov. Il possède un compartiment pour transporter cinq fantassins situé entre le compartiment de combat et le compartiment moteur.
- T-72AG : T-72A revalorisé en reprenant les composants du T-80UD tels que le moteur 6TD-1.
- T-72MP :
- T-72-120 :
- T-72UA1 :
- T-72E :
- T-72AMT :
- T-72EA :
- BTS-5B : version ukrainienne du BREM-1.

### Yougoslavie
- M-84 : version yougoslave.
- M-84A : deuxième version yougoslave, moteur de 1 000 ch et une protection améliorée.

## Utilisateurs

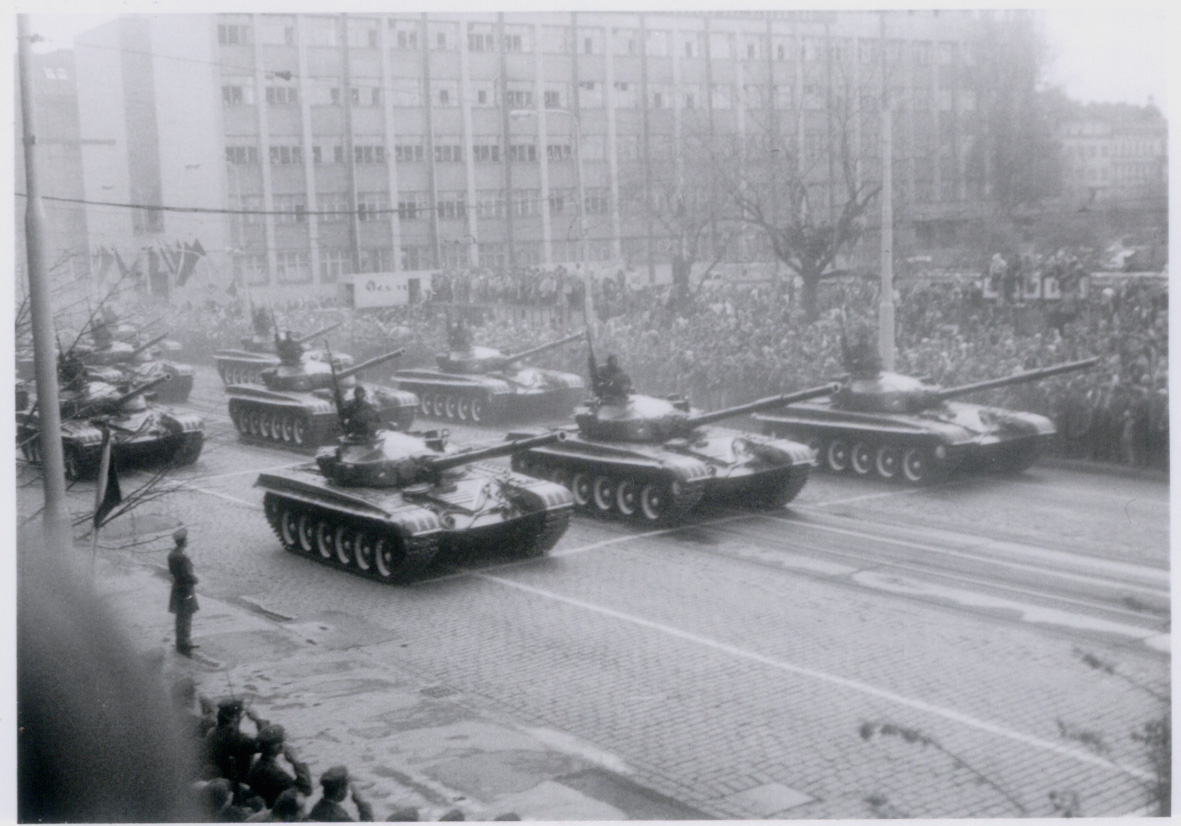
Défilé le 9 mai 1985 de chars T-72M de la république socialiste tchécoslovaque.

Contrairement aux T-64 et aux T-80, il fut largement exporté et fabriqué sous licence, bien avant l'écroulement de l'URSS. Les T-72 sont en service dans de nombreux pays :
- Algérie - 250 T72M1M et 250+ T72AG[réf. souhaitée] ;
- Angola - 50 exemplaires ;
- Arménie - 102 exemplaires ; (Plusieurs détruit par des drones de l’Azerbaïdjan)
- Azerbaïdjan - 175 exemplaires ;
- Biélorussie - 1 225 exemplaires ;
- Bulgarie - 160 exemplaires ;
- République démocratique du Congo - 20 exemplaires, achetés en 2010 à l'Ukraine ;
- Croatie - 30 exemplaires ;
- Finlande - 162 exemplaires ;
- Géorgie - 142 exemplaires ;
- Haut-Karabagh - 316 exemplaires, majoritairement capturés aux Azéris et détruit par des missiles MAM L[19] durant la guerre du Haut-Karabagh, État dissous à la suite de la guerre de 2023 au Haut-Karabagh;
- Hongrie - 238 exemplaires ;
- Inde - 1 100 exemplaires ;
- Iran - 440 exemplaires ;
- Irak - 100 exemplaires ;
- Kazakhstan - 300 exemplaires ;
- Koweït - 157 exemplaires (Version yougoslave M-84);
- Kirghizistan - 210 exemplaires ;
- Libye - 260 exemplaires ;
- Macédoine - 31 exemplaires ;
- Maroc[20] - 148 T-72 B/BV[21] ;
- Mongolie - 80 exemplaires ;
- Nicaragua - 20 exemplaires ;
- Pologne - 772 exemplaires ;
- République tchèque - 278 exemplaires [Quand ?], au moins 86 T-72 ont été transférés à l'Ukraine entre 2022 et avril 2025[22];
- Roumanie - 30 exemplaires ;
- Russie - 1250 exemplaires en service (T-72A/AV, T-72B, T-72BA et T-72B3/B3M). Nombre inconnu de T-72 en réserve[23].
- Serbie - 304 exemplaires ;
- Sierra Leone - 2 exemplaires, 2 ex-ukrainiens livrés via la Pologne en 1995[24];
- Soudan du Sud - 33 exemplaires (chiffre minimum)[25].
- Slovaquie - 272 exemplaires ;
- Syrie - 1 500 exemplaires (plusieurs détruit par l’aviation israélienne[26]) ;
- Tadjikistan - 40 exemplaires ;
- Turkménistan - 570 exemplaires ;
- Ukraine - 1 200 exemplaires ;
- Yémen - 170 exemplaires.

## Histoire opérationnelle

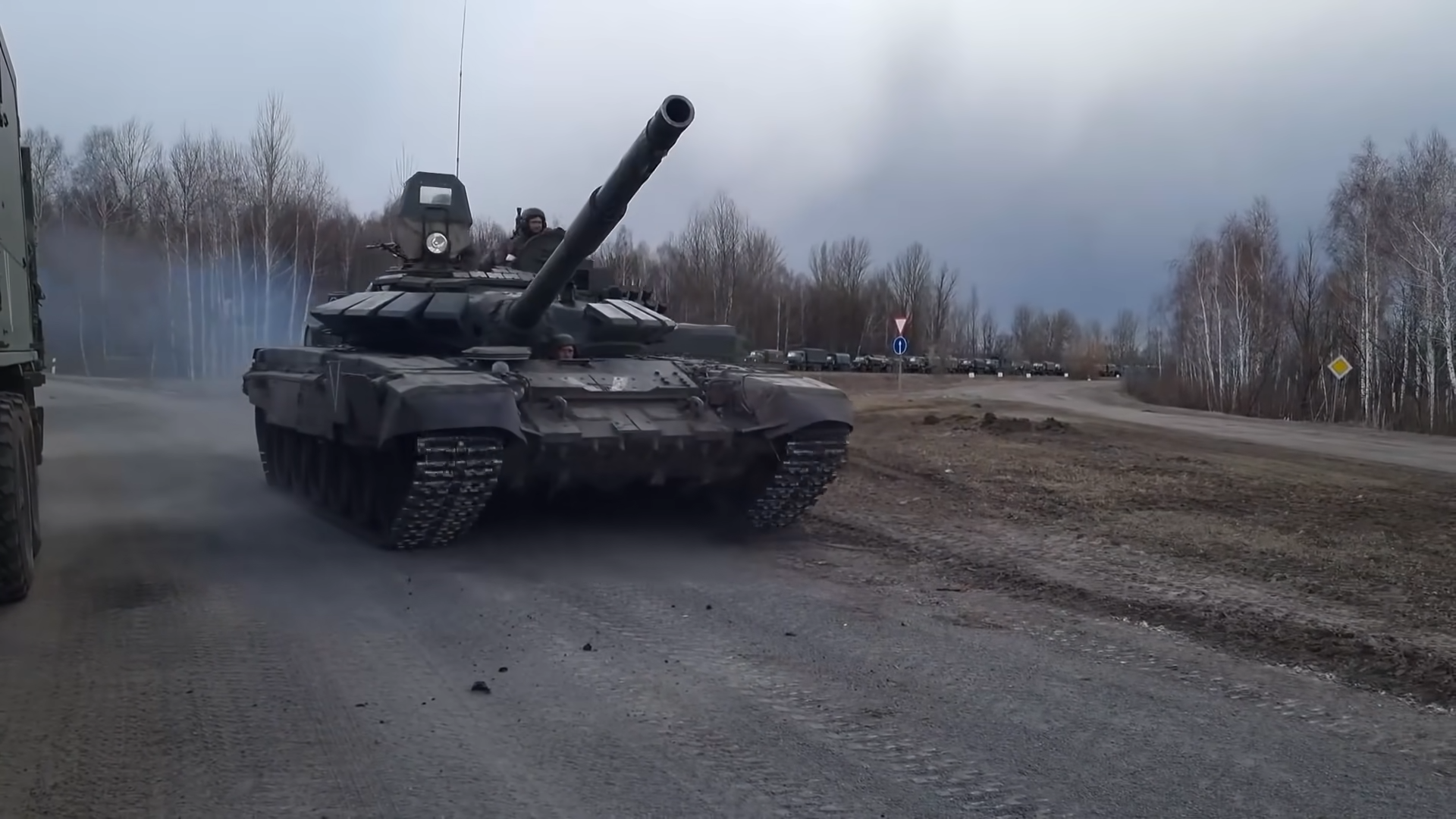
T-72B3 lors de l'offensive de Kiev, le 6 mars 2022.

À plusieurs reprises, il a été confronté aux modèles occidentaux avec des résultats plutôt mauvais, par exemple lors de la guerre du Golfe en 1991. Il faut relativiser cependant ces résultats par plusieurs facteurs :
- comme toujours, l'entraînement et la motivation des équipages[non neutre] ;
- les modèles engagés étaient plutôt anciens, principalement des T-72M avec des blindages homogènes en acier, dépourvus souvent de blindage réactif explosif ou autres moyens de protection modernes comme ceux qui sont déployés sur les chars en service dans l'armée russe. Des rapports allemands et américains montrent qu'un T-72B équipé de blindage réactif explosif Kontakt-5 est impénétrable aux obus occidentaux en service au début des années 1990 (DM53 allemand et M829A1 américain), lorsqu'il est touché sur les parties couvertes par la protection Kontakt-5 ;
- les munitions employées étaient moins qu'efficaces et âgées, généralement avec des pénétrateurs en acier. Les munitions russes 3BM42 avec un barreau en tungstène sont d'une autre facture car elles rivalisent avec leurs équivalentes occidentales et peuvent même perforer le blindage des chars de combat de la fin des années 1980 ;
- le bon fonctionnement du système de chargement automatique dépend énormément de son état d'entretien et de vétusté. Il est probable que les unités de gardes de l'armée russe ont du matériel en bien meilleur état que les troupes irakiennes ou syriennes.

Lors de l'invasion de l'Ukraine par la Russie de 2022, des variantes du T-72 sont données à l'Ukraine par la Pologne et la République tchèque.
Selon le Stockholm International Peace Research Institute International Arms Transfer Database, 7 400 ont été exportés par l'URSS jusqu'en 1991 tandis que l'armée soviétique en disposait de 8 300. Environ 500 ont été exportés par la fédération de Russie en date de 2021.

## Anecdote
Le 25 septembre 2008, un navire ukrainien, le Faina, transportant quelque 33 T-72 officiellement destinés au Kenya est pris en otage par des pirates somaliens. Après une remise de rançon, les chars parvinrent au Soudan du Sud.

## Culture populaire
Le T-72 apparaît dans de nombreux films et jeux vidéo.
War Thunder: Le T-72 est jouable sous différentes versions: T-72A, T-72B, T-72B(1989), T-72B3
T-72AV (TURMS-T), T-72M1, T-72M2 Moderna,,